# Cancellaphera amasia
Cancellaphera amasia is een slakkensoort uit de familie van de Cancellariidae. De wetenschappelijke naam van de soort is voor het eerst geldig gepubliceerd in 1930 door Tom Iredale.